# (6484) Barthibbs
(6484) Barthibbs es un asteroide perteneciente al cinturón de asteroides, región del sistema solar que se encuentra entre las órbitas de Marte y Júpiter.
Fue descubierto el 23 de marzo de 1990 por Eleanor F. Helin  desde el Observatorio Palomar.

## Designación y nombre
Designado provisionalmente como 1990 FT1, fue nombrado en honor a Bart Hibbs, a quien el descubridor conoció desde sus primeros días, durante sus años de educación y hasta su madurez como ingeniero aeronáutico experto e inventivo. Bart fue responsable del diseño aerodinámico del "Sunraycer", que ganó la primera carrera a través del centro de Australia para autos propulsados por energía solar. Más recientemente, diseñó un gran avión controlado a distancia, también propulsado por energía solar, diseñado para permanecer a altitudes extremadamente altas, día y noche, durante un período prolongado.

## Características orbitales
Barthibbs está situado a una distancia media del Sol de 2,577 ua, pudiendo alejarse hasta 3,064 ua y acercarse hasta 2,090 ua. Su excentricidad es 0,189 y la inclinación orbital 13,611 grados. Emplea 1511,17 días en completar una órbita alrededor del Sol.

## Características físicas
La magnitud absoluta de Barthibbs es 12,76. Tiene 7,587 km de diámetro y su albedo se estima en 0,233.